# Unión Deportiva Tres Cantos
U.D. Tres Cantos  es un club de fútbol con sede en Tres Cantos, localidad al norte de la Comunidad de Madrid , España en el campo de Foresta B.
Tiene equipos en todas las categorías desde los más pequeños hasta aficionados, tanto masculinos como femeninos. En la temporada 2019-2020 abre la sección de Fútbol Sala Femenino que compite en liga federada.
Es el mayor club del norte de la Comunidad de Madrid y el cuarto club femenino más importante de dicha comunidad, solo superado por Real Madrid Club de Fútbol, Rayo Vallecano de Madrid y Club Atlético de Madrid.

## Historia
El U.D Tres Cantos nace en 2010 con la fusión entre en C.D Islas Tres Cantos y el extinto Galáctico Pegaso que por motivos económicos quebró. Con dicha desaparición, la junta directiva se forma con directivos del Pegaso, CD Islas y padres de los jugadores.  
El club se pone en marcha bajo esta denominación en la temporada 2010/2011.
Todos los equipos del Galáctico Pegaso pierden la categoría por lo que tienen que comenzar desde abajo, lo que hace que algunos jugadores de categorías superiores decidan abandonar el club, aunque otros muchos se mantienen en el mismo club
El UD Tres Cantos, es fundado por D. Jesús Vaquero Carballo en 1987, bajo la denominación de Club Deportivo Islas, en la ciudad madrileña de Tres Cantos. Es, con diferencia, el club en activo más antiguo de Tres Cantos y con mayor experiencia en la gestión de escuelas deportivas.
En los primeros años, el club disputaba los campeonatos municipales, siendo campeones en todas sus categorías, tanto masculinas como femeninas, a lo largo de los años.
 El CD Islas femenino de fútbol sala llegó a cosechar en una temporada todos los títulos de la categoría, Campeón de Liga, Campeón de la Copa de Navidad, Campeón de la Copa de Verano, Ganador de la selección ADJ, Pichichi y Zamora. 
En la temporada 1998/1999, se dio el gran paso al competir en la liga de la Federación de Fútbol Madrileña, con el Alevín de Fútbol 7. El resultado no pudo ser mejor; el C.D. Islas se proclama Campeón de grupo, jugando la fase final de Madrid, y colocándose entre los 12 mejores clubes de Comunidad de Madrid.
En la temporada 1999/2000, se produce la consolidación del club, al constituirse como entidad deportiva con la denominación de C.D. Islas Tres Cantos, abandonando definitivamente la modalidad de Fútbol Sala en categorías superiores, y centrando su trabajo en el fútbol base en categorías Prebenjamín, Benjamín, Alevín e Infantil.
En la temporada 2005/2006 se constituye en Escuela Municipal en las categorías de Prebenjamín, Benjamín y Alevín y se crea el primer equipo de Fútbol 11 en categoría Alevín, que compite en la liga de la Federación de Fútbol Madrileña.
Para la temporada 2007/2008, se crean los dos primeros equipos, en categoría Infantil, compitiendo en la liga federada.
En el año 2010, se intenta dar un paso definitivo en la consolidación del club. Se negocia la fusión del extinto e histórico C.D.Pegaso. Dicha fusión, a pesar de contar con el apoyo de todos los estamentos involucrados, se frustra por parte del Presidente de la entidad Pegasista, lo que lleva a su total y definitiva desaparición.

## Nacimiento del club, Temporada 2010/2011
En la temporada 2010/2011, se producen los cambios más importantes en el club:
El club acoge a la casi totalidad de los jugadores del C.D.Pegaso, ampliando su cantera de unos 120 jugadores a más de 360, incrementando el número de equipos en competición federada. Es en este año cuando se crea un equipo Juvenil y dos equipos femeninos Seniors, además de un Femenino Sub- 13.
Así mismo, se concreta un acuerdo de afiliación con el club Nuestra Señora de Lujan, que aporta una primera juvenil y una segunda regional senior.
En este momento cuentan con una veintena de equipos, de todas las categorías, compitiendo en las ligas de la Federación Madrileña de Fútbol.
También se cambia la denominación del club, que pasa a llamarse “Unión Deportiva Tres Cantos Islas”, su escudo y su indumentaria pasa del verde y blanco al rojo de la primera equipación y amarillo en la segunda.
Hasta esta temporada, han pasado por el club más de 600 niños y niñas de Tres Cantos contribuyendo de manera notoria, en la formación continua de jugadores para la elite de nuestro fútbol. Muchos de estos niños compiten, en la actualidad, en equipos de categoría nacional.
En la temporada 2011/2012 el club pasa a tener 29 equipos, siendo el club con mayor número de equipos de Tres Cantos.  Además cuenta con una de las secciones femeninas más numerosa de la Comunidad de Madrid. 
En esta temporada pasa a denominarse Unión Deportiva Tres Cantos.

## Sección femenina
El UD Tres Cantos femenino comienza su andadura en 2010 contando la mayoría de las jugadoras del Pegaso, que a causa de la desaparición de su club se ven obligadas a descender de categoría. Estas jugadoras prefirieron quedarse en el club y ser fieles a un nuevo proyecto nuevo a pesar de tener que dejar de jugar en una categoría superior, hecho que muchos jugadores de los primeros equipos masculinos no aguantaron.
Este equipo ha conseguido en tan solo dos temporadas volver a 2.ª División Nacional, cosechando ambos ascensos de manera consecutiva, el primero de ellos quedando primeras de la competición sin ceder un punto y el segundo de ello a tres jornadas de la finalización del campeonato.
Además del senior A, se crea en 2010 un segundo senior y un equipo sub-13, poniendo los cimientos para la sección femenina del club.

En la temporada 2011-2012 el club amplía su número de equipos femeninos:
- Femenino Senior A (Categoría Preferente)
- Femenino Senior B (Categoría Primera Regional)
- Femenino Sub-16
- Femenino Sub-13 A
- Femenino Sub-13 B

Además el club fomenta el futuro del fútbol femenino, con varias de las jugadoras de los equipos senior entrenando a otros equipos del club, entre ellos el Sub-16 fem, los dos Sub-13 fem y varios equipos de categorías inferiores.
Cuenta con más de 100 fichas federativas femeninas, lo que le convierte en el tercer club con mayor número de chicas jugando en sus filas de la Comunidad de Madrid.
Muchas de sus jugadoras ya han disputado partidos con la Selección Madrileña, siendo pieza clave del combinado.
En la temporada 2012-2013, el UD Tres Cantos A disputa la 2.ª División Nacional femenina, después de haber conseguido el ascenso la campaña anterior. El UD3C B consigue el ascenso a Preferente, después de haber quedado segundo en liga.
En la temporada 2013-2014, el UD Tres Cantos A vuelve a competir en 2.ª División Nacional femenina. El UD3C B debuta en Preferente y el UD3C C, equipo de nueva creación, compite en Regional. Además, sigue contando con un equipo en Sub-16 y dos en Sub-13.
En la temporada 2019-2020, el UD Tres Cantos A vuelve a competir en 2.º División Nacional femenina tras cinco temporada en Preferente. Así mismo el UD3C B asciende a Preferente.

## Sección de fútbol sala femenino
En la temporada 2019-2020 el club abre una sección de Fútbol Sala Femenino que por primera vez en su historia, disputará la liga de la Federación de Fútbol Sala Madrileña.

## Partidos internacionales
Como parte de su labor de fomentar y difundir el fútbol, los equipos del club tanto masculinos como femeninos ya han disputado partidos con equipos de otros países como Australia, Canadá e Irlanda.

## Sección de balonmano
En mayo de 2012 nace la sección de balonmano del club. Esta nueva sección nace con el principal objetivo de cuidar la base de este deporte en Tres Cantos, y con los equipos de base como pilar llegar a ser un referente balonmanístico en la Comunidad de Madrid.  Sin perder nuca de vista la formación del balonmano tricantino, la sección contará además con un equipo puntero en 1.ª División Nacional masculina, tercera categoría en el balonmano nacional; un equipo que además de querer ser un espejo para el balonmano tricantino, buscará situar a Tres Cantos dentro del panorama deportivo español.
El sólido proyecto que defiende y llevará a cabo esta nueva sección, como ya lo viene haciendo la Unión Deportiva Tres Cantos desde sus inicios, no solo busca formar deportistas, sino además educar en valores y apoyar en la formación académica de los mismos; algo posible gracias a que la sección recibirá todo el apoyo de la Fundación Deporte Tres Cantos Solidario, de la que es patrono.
Esta nueva sección queda abierta a todo aquel que quiera practicar y vivir el balonmano en Tres Cantos; con equipos tanto masculinos como femeninos, que cubren desde los ocho a los diecisiete años.

## Campus Bilingüe de fútbol
En 2012 arranca el primer Campus Bilingüe de fútbol en el que niños y niñas de entre 6 y 14 años disfrutan de un campamento de verano en el que se incluyen entrenamientos de fútbol y clases diarias de inglés, con profesores y entrenadores titulados. 

## Himno
En los campos de foresta, 

brilla hermosa una afición.

Los domingos por la tarde,

ver luchar al campeón.

Los mejores movimientos,

que hay detrás de ese balón;

ver que mi equipo le marca,

al que hay en frente otro gol.

(Estribillo x 2)

Unión es la idea que siento,

unión es mi fascinación,

unión es encanto, es belleza,

unión es el rojo de mi corazón

OOOOOOOOOOOOOOOOOOOh....

Cuando pisan el terreno,

cambia el aire y el olor;

es el canto de la grada,

es Tres Cantos que hace Unión.

A la rica parrilla después de ganar

y la comitiva en la cantina;

los chavales que juegan en los campos de atrás y los partidazos...

los partidazos de la liga

(Estribillo x 3)

Que aquí no tenemos rival,

que nos sobran las fuerzas y nos sobra la calidad;

únete al de verdad,

el equipo que triunfa y el líder de nuestra ciudad

(Estribillo x 3)

OOOOOOOOOOOOOOOOOOOh....